# Piet Ouderland
Piet Ouderland (* 17. März 1933 in Amsterdam; † 3. September 2017) war ein niederländischer Fußballspieler und A-Nationalspieler sowie Basketballnationalspieler.

## Spielerkarriere

### Vereine

#### In Amsterdam
Ouderland begann in Jugendakademie von Ajax Amsterdam mit dem Fußballspielen, bevor er im weiteren Verlauf zum OVVO Amsterdam gelangte und diesem Verein von 1951 bis 1955 angehörte.
Von 1955 bis 1964 spielte er für Ajax Amsterdam und seit der Saison 1956/57 in der  Eredivisie, die im Jahr 1956 als höchste Spielklasse im niederländischen Fußball installiert wurde. Mit seiner Mannschaft schloss er die Premierensaison bereits als Meister ab, der er mit der Mannschaft 1960 erneut wurde. Im Jahr darauf gewann er mit ihr den Niederländischen Vereinspokal.
Auf internationaler Vereinsebene kam er in drei Pokalwettbewerben zum Einsatz. 
Im Wettbewerb um den Europapokal der Landesmeister 1957/58 bestritt er die beiden Achtelfinalbegnungen mit dem SC Wismut Karl-Marx-Stadt sowie die beiden Viertelfinalbegegnungen mit Vasas Budapest, wobei er im Rückspiel gegen den SC Wismut Karl-Marx-Stadt ein Tor, im Hinspiel gegen Vasas Budapest zwei Tore erzielte. Im Wettbewerb um den Europapokal der Pokalsieger 1961/62 wurde er zweimal gegen Újpesti Dózsa Sport Club im Viertelfinale eingesetzt. Ferner nahm er an den ersten drei Austragungen des Wettbewerbs um den International Football Cup bzw. um die Internationale Meisterschaft teil. 1961/62 kam er in allen neun Spielen, einschließlich des mit 4:2 gewonnenen Finales gegen Feijenoord Rotterdam zum Einsatz. Sein einziges Tor gelang ihm im fünften Spiel der Gruppe B2 beim 1:0-Sieg über Malmö FF am 15. Juli 1961 im heimischen De Meer Stadion. 1962/63 bestritt er alle sechs Spiele der Gruppe B1 und erzielte im vierten, beim 6:0-Sieg über den 1. FC Kaiserslautern am 17. Juni 1962 im Olympiastadion Amsterdam mit dem Treffer zum Endstand in der 88. Minute sein einziges Tor. 1963/64 bestritt er die letzten beiden Spiele der Gruppe B4 jeweils auswärts gegen den SC Tasmania 1900 Berlin (2:2) und den 1. Schwechater SC (2:5).

#### In Zaanstreek und Alkmaar
Von 1964 bis 1967 gehörte er dem FC Zaanstreek an (der 1967 mit Alkmaar ’54 zum AZ ’67 Alkmaar fusionierte), für den er die ersten beiden Saisonen in der dritthöchsten Spielklasse, der Tweede Divisie, spielte und in seiner letzten in der Eerste Divisie, der zweithöchsten Spielklasse.

#### In Zaandam
In der Saison 1967/68 spielte er eine weitere Saison in der Eerste Divisie, nunmehr für den AZ ’67 Alkmaar. Er hatte am zweiten Platz, verbunden mit dem Aufstieg in die Eredivisie, Anteil. Aufgrund seines fortgeschrittenen Alters entschied er sich seine Spielerkarriere bei einem unterklassigen Verein ausklingen zu lassen. Er begab sich nach Zaandam in die Provinz Noord-Holland und kam in der Saison 1968/69 für den Drittligisten Zaanlandsche FC zu abschließenden Einsätzen.

### Nationalmannschaft
Sein Debüt als A-Nationalspieler gab er am 14. Oktober 1962 in Antwerpen im Freundschaftsländerspiel gegen die Nationalmannschaft Belgiens über 90 Minuten. In der Vorrunde der Qualifikation für die -Europameisterschaft 1964 bestritt er die beiden Begegnungen mit der Schweizer Nationalmannschaft sowie das Achtelfinalhinspiel gegen die Nationalmannschaft Luxemburgs. Seine letzten drei Länderspiele im Spieljahr 1963, die in Freundschaft ausgetragen wurden, bestritt er in den Monaten März, April und Mai gegen die Nationalmannschaften Belgiens, Frankreichs und Brasiliens.

## Erfolge
Ajax Amsterdam
- IFC-Sieger 1962
- Niederländischer Meister 1957, 1960
- KNVB-Pokal-Sieger 1961

FC Zaanstreek
- Dritter Tweede Divisie 1966 und Aufstieg in die Eerste Divisie

AZ ’67 Alkmaar
- Zweiter Eerste Divisie 1968 und Anteil am Aufstieg in die Eredivisie

## Trainerkarriere
Als Co-Trainer trat er zunächst beim AZ ’67 Alkmaar von 1969 bis 1971 in Erscheinung. Mit dem Abstieg des Vereins am Saisonende verließ er diesen und trainierte als hauptverantwortlicher Trainer von 1971 bis 1976 den Amsterdamsche FC DWS, der sich ab der Saison 1972/73 FC Amsterdam nannte.

## Sonstiges
Ouderland war nicht nur Fußball- sondern auch Basketballspieler, der mit DED Amsterdam zweimal die Meisterschaft gewann und zudem 19 Länderspiele für die Basketballnationalmannschaft bestritt. Damit ist er der erste Niederländer, der für die Nationalmannschaften zweier Sportarten spielte. Am 26. November 2022 wurden seine Verdienste im Sportcentrum de Maaspoort in Den Bosch während einer Generalversammlung des Nederlandse Basketball Bond (NBB) geehrt.